# 925 Alphonsina
925 Alphonsina је астероид главног астероидног појаса са пречником од приближно 54,34 .
Афел астероида је на удаљености од 2,918 астрономских јединица (АЈ) од Сунца, а перихел на 2,481 АЈ. 
Ексцентрицитет орбите износи 0,080, инклинација (нагиб) орбите у односу на раван еклиптике 21,067 степени, а орбитални период износи 1620,487 дана (4,436 године). 
Апсолутна магнитуда астероида је 8,33 а геометријски албедо 0,278.
Астероид је откривен 13. јануара 1920. године.